# Acrotomodes cretinotata
Acrotomodes cretinotata är en fjärilsart som beskrevs av Paul Dognin 1902. Acrotomodes cretinotata ingår i släktet Acrotomodes och familjen mätare. Inga underarter finns listade i Catalogue of Life.